# La Confiance règne
La Confiance règne (dt.: „Es herrscht Vertrauen“) ist eine französische Filmkomödie von Étienne Chatiliez aus dem Jahr 2004, in der zwei Hausangestellte, gespielt von Cécile de France und Vincent Lindon, von Stelle zu Stelle ziehen und sich dabei schamlos am Hab und Gut ihrer wohlhabenden Arbeitgeber bereichern.

## Handlung
Eine Frau mittleren Alters verlässt ihren Mann und die drei gemeinsamen Kinder. Ihr Hausmädchen Chrystèle macht sich auch aus dem Staub – mit einem Gemälde aus dem Besitz der Familie. Am Bahnhof stößt Chrystèle mit Christophe zusammen, der – ebenfalls als Haushaltskraft – von seinem Hausherrn beim Diebstahl ertappt wurde. Nach einem gemeinsamen Schäferstündchen in einem Hotel stellen beide fest, dass sie sich gegenseitig das Bargeld gestohlen haben. Beim Durchforsten von Stellenanzeigen, bei denen nur nach Hausdienern als Paar gesucht wird, beschließen sie, sich zusammenzutun und eine Stelle als Pärchen bei einem wohlhabenden Ehepaar im Elsass anzunehmen. Während sich ihr neuer Hausherr Philippe Térion zur Frage nach ihrer Rechtschaffenheit gelassen gibt, zeigt sich seine Frau Françoise skeptisch. Vor allem gegenüber Chrystèle hegt sie Misstrauen – Christophe sei zwar einfältig, aber immerhin sehr nett.
Als Françoise auf dem Weg zum Friseur mit Christophe und Chrystèle in die Stadt fährt, vergisst sie im Auto ihre Handtasche. Bevor Christophe ihr die Tasche pflichtschuldig hinterherträgt, heben er und Chrystèle mit Françoises Kreditkarte eine hohe Geldsumme an einem Bankautomaten ab. Chrystèle kauft sich von ihrem Anteil neue Kleidung und einen Morgenmantel als Geschenk für Françoise, die Geburtstag hat. Dabei trifft Chrystèle auf einen älteren Mann, mit dem sie kurzerhand ins Bett geht, wie sie Christophe später offen berichtet. Françoise, die Chrystèle zu Recht verdächtigt, ihr ein Armband gestohlen zu haben, zeigt sich besänftigt und überaus angetan, als Chrystèle ihr am Abend ihr Geschenk überreicht. Zu den Gästen ihrer Geburtstagsfeier, denen Christophe und Chrystèle Geld und Schmuck aus den Manteltaschen entwenden, zählt auch Françoises Schwager Jacques, bei dem es sich um den Mann handelt, mit dem Chrystèle wenige Stunden zuvor geschlafen hat. Indem sie vorgibt, von ihm schwanger geworden zu sein, gelingt es Chrystèle, Jacques erfolgreich zu erpressen.
Daraufhin macht sich Chrystèle aus dem Staub – zusammen mit Christophe, der ein Paar roter Schuhe mitgehen lässt, die Philippe Térion in einer Vitrine aufbewahrt hat. Auf der Sohle eines Schuhs steht, dass sie dem Besitzer kein Glück bringen würden. Der abergläubische Christophe zeigt sich darüber erschrocken, kann sich jedoch nicht von den Schuhen trennen. Bei ihrem nächsten Arbeitgeber, einer jüdischen Familie, lässt das Gaunerpärchen während einer Bar Mitzwa alle Geschenke mitgehen. Danach kommen sie als Hausdiener in einem Schloss unter. Als das Ehepaar, dem das Schloss gehört, überraschend Chrystèle und Christophe aufs Kreuz legt und sie hinauswirft, ohne sie für ihre geleistete Arbeit zu entlohnen, beschließen sie, zu Chrystèles Bruder Ludo zu fahren.
Ludo, der als Angestellter im Rathaus von Fontenay-sous-Bois seiner Schwester Chrystèle immer wieder Dienststellen mit gefälschten Referenzen beschafft hat, aber nicht länger an ihren Betrügereien beteiligt sein will, nimmt beide wohlwollend bei sich auf, hofft er doch, so ein Auge auf Chrystèle haben zu können und sie dazu zu bewegen, endlich ein geregeltes Leben zu führen. Auch versucht er vergeblich, sie dazu zu bringen, die gemeinsamen Eltern und jüngeren Geschwister zu besuchen, die als Sozialfall in einem heruntergekommenen Haus und im gesellschaftlichen Abseits leben, oder sich wenigstens zum Muttertag bei ihrer Pflegemutter Mounie zu melden. Als Chrystèle zum wiederholten Mal von einem One-Night-Stand zurückkehrt und Christophe darauf wie üblich verärgert reagiert, will Chrystèle nicht länger mit ihm zusammenarbeiten. Während Christophe eine Stelle als Restaurantkellner annimmt, tritt Chrystèle ihren Dienst bei einer gutbürgerlichen Familie an. Perrine Beverel, ihre neue Arbeitgeberin, ertappt sie schon kurz darauf bei einem Diebstahl. Sie zeigt sich jedoch nachsichtig und lässt Chrystèle weiter für sich arbeiten.
Nach einem Urlaub im Luxushotel „Le Normandy Barrière“ in Deauville, wo sich Chrystèle um die Kinder der Beverels kümmert, beginnt sie, Christophe zu vermissen. Sie beschließt, zu Christophe zurückzukehren, der inzwischen in einem Hotel in der Normandie arbeitet. Als vor der Küste ein Trawler seine Fracht verliert, stoßen Christophe und Chrystèle am Strand auf eine Ladung Kokain. Auf einmal schwimmen sie im Geld. Als Neureiche, die vorgeben, im Lotto gewonnen zu haben, kaufen sie in Paris in den teuersten Boutiquen ein, fahren teure Sportwagen und quartieren sich in einem Luxushotel ein. Nachdem sich Chrystèle, die ihren Busen schon immer zu klein fand, die Brüste hat vergrößern lassen, machen sie Urlaub in Deauville. Dort treffen sie im „Le Normandy Barrière“ auf Perrine und ihre Familie. Perrine und ihr Mann raten den beiden, ihr Geld anzulegen und es nicht einfach aus dem Fenster zu werfen. Auch sollten sie lieber in eine eigene Wohnung investieren.
Als Chrystèle Christophe mehrere Paare roter Schuhe schenkt, damit er das alte Paar, das angeblich Unglück bringt, endlich entsorgt, beschließt Christophe, es stattdessen Philippe Térion zurückzubringen – mit fatalen Folgen. Während sich Chrystèle in einem Hotel auf einen Playboy einlässt, der nach dem Liebesakt Geld für seine Dienste verlangt, packt ihre Haushälterin Nadège, die von ihren Arbeitgebern die Nase voll hat, ihre Sachen und lässt deren Luxuswohnung verwüstet zurück. Weil Chrystèle und Christophe über ihre Verhältnisse gelebt haben, fordert der Bankier, der sich ihrer Finanzen angenommen hat, wutentbrannt ihre Kreditkarten zurück. Ihre Autos und ihre Wohnung werden daraufhin gepfändet. In einem Pfandhaus, wo Chrystèle versucht, ihr gestohlenes Gemälde zu Geld zu machen, trifft sie auf dessen eigentliche Besitzerin und rennt mit Christophe davon. Plötzlich wieder mittellos, ziehen sie erneut bei Ludo ein. Chrystèle, die seit ihrer Brust-OP immer wieder an Kopfschmerzen leidet, wird kurz darauf mit Schüttelfrost in ein Krankenhaus eingeliefert. Es stellt sich heraus, dass sie an Meningitis leidet. Als sie stirbt, ist Christophe untröstlich. Bei ihrer Beerdigung, bei der ihre Eltern und Geschwister, ihre Pflegemutter Mounie und auch Perrine und ihre Familie anwesend sind, fragt ein Mann, an wen die Rechnung für die Beisetzung gehen solle. Christophe hat sich derweil abgesetzt und nimmt den nächsten Zug.

## Hintergrund

### Thema und Figuren
In seinem fünften Langfilm griff Étienne Chatiliez wie bereits in Das Leben ist ein langer, ruhiger Fluß (1988) und Das Glück liegt in der Wiese (1995) eines seiner Lieblingsthemen auf, den Gegensatz zwischen Arm und Reich. Für Chatiliez, der im Norden Frankreichs aufgewachsen war, wo er beide Welten – die Bourgeoisie und die Armut der Siedlungen – kennen- und liebengelernt habe, diente dieser Kontrast in La Confiance règne erneut als Quelle der Komik. Die Figur von Chrystèles ordnungsliebenden und pflichtbewussten Bruder Ludo, gespielt von Éric Berger, der in Chatiliez’ Erfolgskomödie Tanguy – Der Nesthocker (2001) die Titelrolle innegehabt hatte, legte Chatiliez dabei als Karikatur seiner selbst an. Ihm stehen Christophe und Chrystèle als ungezogene, ungebildete, unkultivierte und fast ausschließlich reflexartig handelnde Hauptfiguren gegenüber.

### Dreharbeiten

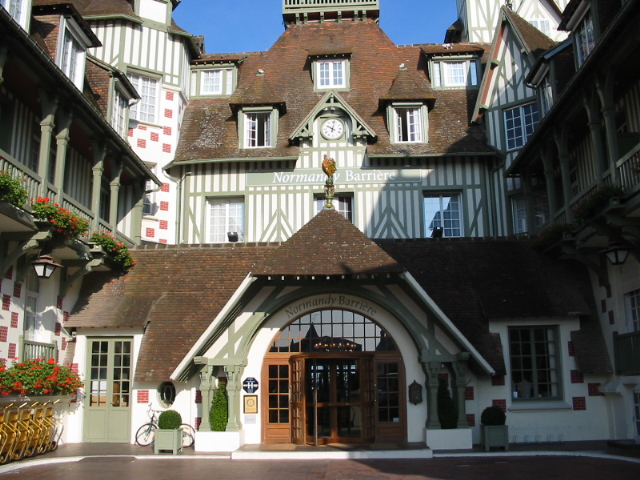
Das Luxushotel „Le Normandy Barrière“ in Deauville, ein Drehort und Schauplatz des Films

Die Dreharbeiten fanden von September 2003 bis Januar 2004 vor allem im Elsass statt. Drehorte waren dort das Café Brant in Straßburg, die Bahnhöfe in Colmar und Erstein, die Place de la Réunion, die Rue de la Sinne und der Hauptbahnhof in Mülhausen, die Gemeinden Rouffach und Wittenheim sowie Schloss Osthausen in Osthouse.
Weitere Aufnahmen entstanden an der Normandie-Küste in Yport, im Luxushotel „Le Normandy Barrière“ und vor dem Casino in Deauville, im Golfclub von Pont-l’Évêque sowie in Paris, wo unter anderem in der Avenue Montaigne vor der Dior-Boutique und im Luxushotel Plaza Athénée gedreht wurde. Das Szenenbild gestaltete Stéphane Makedonsky. Als Kostümbildnerin trat Elisabeth Tavernier in Erscheinung. Das Budget des Films betrug rund 12,75 Millionen Euro.

## Rezeption

### Veröffentlichung
Der Film kam am 10. November 2004 in die französischen und belgischen Kinos. In Frankreich wurde er daraufhin von rund 496.000 Zuschauern gesehen. Insgesamt spielte er rund 3,39 Millionen Dollar an den Kinokassen ein.

### Kritiken
Le Monde bezeichnete die beiden „Helden“ des Films als „Schmarotzer ohne Skrupel, Bildung oder politischem und sozialem Gewissen“, die noch dazu zu keinerlei Gefühlen anderen gegenüber fähig seien. Auch wenn es dem Film immer wieder an Geschmack mangle (Stichwort: stinkende Füße und Fäkalhumor), sei er durchaus „erfreulich“, zumindest für diejenigen, die noch etwas mit dem Esprit der Satirezeitschrift Hara-Kiri anfangen könnten. Der Film werde dabei mit Cécile de France vor allem von einer „erstaunlichen“ Hauptdarstellerin getragen, „die in ihrer Rolle einer vulgären Bécassine neue Höhen erreicht“.
L’Express schrieb, der Film über Haushälter, die die Bourgeoisie ausrauben, könne in keiner Weise an die Erfolge von Étienne Chatiliez’ anderen Komödien wie Das Leben ist ein langer, ruhiger Fluß und Tanguy – Der Nesthocker anknüpfen. Der Film „dreht sich im Kreis“ und sei dabei „gezwungen, sich zu wiederholen“. Zu bemängeln sei auch die Darbietung von Hauptdarsteller Vincent Lindon in der Rolle eines dummen Betrügers, „die weit über das Lächerliche hinausgeht“. Einzig die „wunderbare“ Cécile de France gehe aus diesem filmischen „Fehlschlag“ unbescholten hervor.
Libération fand, dass die erste halbe Stunde des Films den typischen Chatiliez-Stil und dessen erfolgversprechende Zutaten vorweisen könne und dabei fast als Selbstparodie daherkomme. Danach flache die Geschichte ab. Die Figuren seien mangels Ideen „nichts anderes als fade Skizzen, die auf dem Altar einer langatmigen Geschichte geopfert wurden“. Deren „provokativer Humor“ erschöpfe sich am Ende in „einer Posse über Neureiche“. Auch die „schwerfällige Gefühlsseligkeit“, die am Ende des Films aufkomme, könne nicht über die Schwächen des Drehbuchs hinwegtäuschen. Cécile de France habe in ihrem Spiel „eine beträchtliche Energie“ aufgewandt, „um als unanständiges, leichtes Mädchen glaubwürdig zu erscheinen“. Vincent Lindon wiederum verliere sich „in der Rolle eines wackeren Blödmanns, die offensichtlich nicht für ihn bestimmt war“.